# 프레드 뉴하우스
프레드 뉴하우스(Fred Newhouse, 본명: Frederick Vaughn "Fred" Newhouse, 1948년 11월 8일~2025년 1월 20일)는 은퇴한 미국인 단거리 선수이다. 1971년 팬아메리칸 게임과 1976년 올림픽에서 400m 계주에서 금메달을, 400m에서 개인 은메달을 획득했다. 올림픽에서 그의 개인 기록 44초 40은 1970년대 두 번째로 빠른 기록이었다.
뉴하우스는 텍사스 휴스턴에 있는 노스웨스트 플라이어스 트랙 클럽의 조직자 중 한 명이었다. 텍사스 홀스빌에 있는 갈릴리 고등학교를 졸업했다. 프레리 뷰 A&M에서 전기 공학 학위를 취득한 후 국제 비즈니스 석사 학위를 받았다. 현재 발레로 에너지의 공보 이사이며 프레리뷰 A&M 파운데이션의 재무 보조자로 일하고 있다.
뉴하우스는 휴스턴에 산다. 졸업 후 그는 텍사스의 프레리뷰 A&M 대학교와 시애틀의 워싱턴 대학교에 입학하여 전기 공학 학위와 국제 비즈니스 석사 학위를 취득했다. 그는 학부와 대학원 사이에 2년 동안 미군에서 복무했다. 졸업 후 배턴루지의 엑슨(Exxon)에서 엔지니어로 일했다.
뉴하우스는 평생 동안 미국 올림픽 위원회(United States Olympic Committee)와 미국 육상 경기장(USA Track and Field) 이사회에서 자원 봉사를 해왔다. 텍사스 시티/라마르크 상공회의소 이사회의 전 의장 중 한 명, 휴스턴 이스트엔드 상공회의소 차기 의장, 휴스턴 커뮤니티 패밀리 센터 의장, 휴스턴 흑인 문화유산 위원회 부의장을 역임했다.
뉴하우스는 프레리뷰 A&M 대학교의 자본 캠페인 위원회에서 활동하고 있다. 또한 유나이티드 웨이와 미국 보이스카우트의 후원자이기도 하다. 프레리뷰 A&M의 일원이면서 뉴하우스는 스포츠 육상 경기에서 3차례 전미 및 전국 챔피언이 되었다. 1976년 캐나다 몬트리올 올림픽에 참가해 금메달과 은메달을 획득했다. 2000년까지 뉴하우스는 호주 시드니 올림픽에 참가하는 미국 남자 육상 선수단의 팀 리더로 임명되었다. 그는 텍사스 릴레이와 텍사스 주립 UIL 육상 선수권 대회의 심판으로 살아간다.
뉴하우스는 2014년 텍사스 육상 코치 명예의 전당에 입성했다.